# Evaristo García Gómez
Evaristo García Gómez (Combarros,  León, 9 de junio de 1933-Pozuelo de Alarcón, Madrid, 23 de febrero de 2020) fue un empresario español.

## Biografía

### Infancia y traslado a Madrid:La Astorgana
Evaristo nació en el pueblo leonés de Combarros. Su familia descendía de arrieros maragatos, que tradicionalmente controlaban el negocio del pescado en Astorga. 
A los nueve años, en 1942, llegó a Madrid, junto son su padre Norberto García para trabajar, en La Astorgana, una pescadería propiedad de Santiago Gómez, su abuelo materno, que estaba situada en la calle del León. Su abuelo era un arriero leonés que se había instalado en Madrid en 1890. En La Astorgana, Evaristo repartía pescado con una cesta, por diversos domicilios del madrileño barrio de Salamanca. En 1947 atendía pedidos telefónicos. Desde allí proveía entre otros, a los hoteles Palace y Ritz o al restaurante Lhardy.

### Pescaderías Coruñesas
En 1956, su padre adquirió Pescaderías Coruñesas a Luis Fragío Babío. Un local situado por aquel entonces en la calle Recoletos, número 12. La empresa, fundada en La Coruña en 1911 por Luis Lamigueiro, se había trasladado a la capital de España en 1917, y en su época dorada llegó a contar con diecisiete tiendas repartidas por todo Madrid. La habilidad de Evaristo para el negocio, adaptándose a las necesidades de sus clientes hizo que la empresa creciera progresivamente. Comenzó por expandirse fuera de Madrid, atendiendo pedidos desde todos los puntos de España, posteriormente se lanzó a las exportaciones. Ante la demanda de pescado, Evaristo abrió un puesto en Mercamadrid, y se trasladó desde la antigua sede de Recoletos a la amplia sede de la calle Juan Montalvo, en la que contaba con cerca de tres mil metros cuadrados, donde se incluyen desde cámaras frigoríficas y salas de manipulación, hasta viveros, pasando por oficinas, almacenes y una tienda para la atención directa. 
Desde allí se convirtió en uno de los proveedores de la Casa Real española. Concretamente, en el banquete ofrecido con motivo de la boda de los príncipes Felipe y Letizia, se ofreció marisco y pescado de Pescaderías Coruñesas, en un menú confeccionado por Juan Mari Arzak y Ferran Adriá.

### Hostelería
Tiempo después, Evaristo decidió entrar en el mundo de la hostelería, adquiriendo diversos negocios del sector: El restaurante de productor marinos El Pescador (1975), y la marisquería O'Pazo (1981). Años después, en 2011, sus hijos pusieron en marcha un tercer local, el restaurante El Filandón, y en 2014 un nuevo negocio de catering, Catering Albada, con su Finca El Monje como referencia.

### Palacio de la Trinidad
El Palacio de la Trinidad, situado en la calle Francisco Silvela (Barrio de Salamanca) muy cerca de la avenida de América, cuyas instalaciones estaban vacías desde 2011 y necesitaban de un importante proceso de restauración; salió a subasta pública en 2014, siendo adquirido por Pescaderías Coruñesas por unos 6,6 millones de euros.

### Teatro Reina Victoria
En 2018, la empresa Pescaderías Coruñesas, adquirió el teatro Reina Victoria (Madrid), propiedad del actor Carlos Sobera, por algo más de nueve millones de euros.

### Vida privada
Casado con M. Juliana Azpiroz, nieta del fundador de la empresa guipuzcoana Anguilas Aguinaga. Tras varias décadas de intenso trabajo y con la salud algo deteriorada, Evaristo preparó el relevo de la empresa a sus cuatro hijos: Norberto, Marta, Diego y Paloma. En 1994 Norberto, el hijo mayor, se hizo cargo de la dirección del negocio hasta que el 12 de marzo de 2017, falleció a los 44 años a causa de un cáncer. Desde entonces los tres hermanos trabajan al frente del negocio familiar.

## Premios
- Insignia de Plata al Mérito Turístico (1976)
- Premio Marqués de Desio al Mejor Profesional del Año concedido por la Academia Nacional de Gastronomía (1985)
- Medalla del Mérito al Trabajo (2004)
- Encomienda de Número de la Orden del Dos de Mayo otorgado por la Comunidad de Madrid, como reconocimiento a los servicios prestados a la ciudadanía de Madrid (2010).[4]
- Premio Fernando Becker del colegio de Economistas de León.

## Publicaciones
- Romeu Feria, Margarita, Evaristo García, ¡palabra de maragato! Pescadero y restaurador: otra historia de Madrid, Madrid, Everest, 2006, 1ª, 429 pp, ISBN: 9788424114831.